# Sphaeroma plumosa
Sphaeroma plumosa là một loài chân đều trong họ Sphaeromatidae. Loài này được Whitelegge miêu tả khoa học năm 1902.